# 浜田義文
浜田 義文（濱田 義文、はまだ よしふみ、1922年（大正11年）10月14日 - 2004年（平成16年）9月10日）は、日本の哲学研究者。法政大学名誉教授。日本を代表するカント学者。
東京府豊多摩郡（現東京都杉並区）出身。第五高等学校卒業、1947年東京帝国大学法学部政治学科卒業、1950年東京大学文学部哲学科卒業。1968年熊本大学法文学部教授。1969年熊本大学法文学部学部長。
1973年法政大学文学部教授となり、同大学で図書館長、大学院議長、評議員などを歴任し、1992年に名誉教授となる。1983年「カント倫理学の成立 イギリス道徳哲学及びルソー思想との関係」で同大学文学博士。
日本倫理学会常任評議員、日本カント協会会長、日本哲学会編集委員、法政哲学会会長などを歴任した。

## 経歴
- 1922年 父・濱田義丸と母・寿美子の長男として、父の赴任先の中華民国青島市で生まれる。幼少時に東京府豊多摩郡に戻る。
- 1943年 旧制第五高等学校卒業。
- 1947年 東京帝国大学法学部政治学科卒業。法学部卒業後は政治や倫理をはじめとする物事の価値を、原理的に深いところから問い直すため、東京大学文学部哲学科に入学。文学部在学中は金子武蔵、和辻哲郎両教授に師事する。
- 1950年 東京大学文学部哲学科卒。
- 1951年 第五高等学校時代の恩師の紹介で熊本大学法文学部専任講師となり、哲学科倫理学講座の初代の教員となる。1964年まで熊本大学法文学部の倫理学講座を一人で担当した。
- 1954年 金子武蔵の媒酌により徳富蘇峰の孫・徳富久子と婚姻。
- 1960年 熊本大学法文学部助教授。1967年にカント研究を核として西洋近代社会の倫理思想を探求した『若きカントの思想形成』を刊行。
- 1968年 熊本大学法文学部教授。
- 1969年 熊本大学法文学部学部長。
- 1973年 法政大学文学部教授。1981年に『カント倫理学の成立 イギリス道徳哲学及びルソー思想との関係』を刊行。
- 1985年 法政大学図書館長。1961年に谷川徹三教授の仲介で、和辻哲郎の全蔵書を大学図書館に寄贈されたが、長年放置されていた。浜田は図書館長在任時に、和辻の蔵書の整理を開始し「法政大学和辻哲郎文庫目録」がまとめられた。
- 1992年 法政大学名誉教授。
- 2004年9月10日 肺炎のため死去。葬儀委員長は愛弟子の法政大学文学部教授牧野英二が務め、弔辞は同大学名誉教授の加来彰俊が読んだ。

## 家族・親族
父・濱田義丸は広島県志和町の出身、母・寿美子は福岡県出身。2歳年下の弟・義道は第五高等学校卒業後、東京帝国大学文学部に入学するが、在学中に20歳で戦死した。義文は大変悲しみ、義道の五高および東大在学時の日記を『生命ある限り 一戦没学徒の日記と遺稿』として戦後出版した。
浜田の妻・久子は徳富蘇峰の孫（蘇峰の長男・徳富太多雄の二女）。妻との間に2男1女をもうける。長男は筑波大学教授、二男は税理士、長女はヴァイオリニスト。

## 著書
- 『現代思想入門 新しい生きかた』弘文堂（フロンティア・ブックス）、1962年
- 『若きカントの思想形成』勁草書房、1967年
- 『カント倫理学の成立 イギリス道徳哲学及びルソー思想との関係』勁草書房、1981年
- 『カント哲学の諸相』法政大学出版局、1994年

### 編著
- 浜田義道『生命ある限り 一戦没学徒の日記と遺稿』編 葦書房、1977年
- 『カント読本』編 法政大学出版局、1989年
- 『近世ドイツ哲学論考 カントとヘーゲル』牧野英二共編 法政大学出版局、1993年

### 翻訳
- 『シェーラー著作集 15』「羞恥と羞恥心」白水社、1978年
- アルセニイ・グリガ『カント その生涯と思想』西牟田久雄共訳 法政大学出版局 叢書・ウニベルシタス、1983年
- インゲボルク・マウス『啓蒙の民主制理論 カントとのつながりで』牧野英二共監訳 法政大学出版局 叢書・ウニベルシタス、1999年

## 参考
- 牧野英二「濱田先生を偲んで:一つの私的回想［含 略歴、主要研究業績］」『法政哲学』第1号、法政哲学会、2005年、59-62頁、doi:10.15002/00007912、ISSN 13498088、NAID 40015331229。
- 笠原賢介「<発表>和辻哲郎と濱田義文 : 社交性、和辻哲郎文庫、源泉への遡行」『法政哲学』第2号、法政哲学会、2006年、91-98頁、doi:10.15002/00007945、ISSN 13498088、NAID 40015331240。
- 菅沢龍文「発表 濱田義文の思想形成と展開」『法政哲学』第2号、法政哲学会、2006年、67-74頁、doi:10.15002/00008210、ISSN 13498088、NAID 40015331237。
- 『現代日本人名録』2002